# Khristo Stoiànov
Khristo Stoiànov   () és un jugador de voleibol búlgar, ja retirat, que va competir durant les dècades de 1970 i 1980.
El 1980 va prendre part en els Jocs Olímpics d'Estiu de Moscou, on guanyà la medalla de bronze en la competició de voleibol. En el seu palmarès també destaca una medalla de bronze al Campionat d'Europa de voleibol de 1983. A nivell de clubs jugà al Sliven (1971-1974), Akademik Sofia (1974-1978), Levski Sofia (1978-1985) i Olio Zeta Cremona (1985-1987).